# Квинт Цецилий Метелл Целер (эдил)
Квинт Цеци́лий Мете́лл Це́лер (лат. Quintus Caecilius Metellus Celer; родился, по одной из версий, около 125 года до н. э. — умер после 89 года до н. э.) — древнеримский государственный и политический деятель из влиятельного плебейского рода Цецилиев Метеллов, народный трибун 90 года до н. э.

## Происхождение
Квинт Цецилий принадлежал к влиятельному плебейскому роду Цецилиев Метеллов, происходившему, согласно легенде, от Цекула, сына бога Вулкана и основателя города Пренесте. Метеллы вошли в состав сенаторского сословия в начале III века до н. э.: первый консул из этого рода был избран в 285 году до н. э. Квинт, предположительно, приходился сыном консулу 117 года до н. э. Луцию Цецилию Метеллу Диадемату.
Своё прозвище — «Целер» (Celer) — Квинт Цецилий получил благодаря быстроте, с которой спустя лишь несколько дней после смерти отца устроил в его честь гладиаторские игры.

## Биография
О биографии Квинта Цецилия известно немногое. Учитывая дату трибуната и требования закона Виллия о возрастных порогах для магистратур, рождение Метелла Целера может быть датировано, примерно, 125 годом до н. э. В конце 91 года до н. э. действующий народный трибун Марк Ливий Друз был внезапно убит, а италики, связывавшие с этим политиком свои надежды получить статус граждан, восстали против Рима. Квинт Цецилий, принявший трибунские полномочия 10 декабря, вместе со своими коллегами по должности — Папирием Карбоном Арвиной и Гаем Скрибонием Курионом — в комициях выступил против утверждения законопроекта Вария Севера, согласно которому суду подлежали все римские политики, которые словом или делом побуждали италиков к этому шагу. Когда трибуны отказывались дать ход этому законопроекту, всадники, по свидетельству Аппиана, «с обнажёнными кинжалами окружили их и заставили его утвердить» (впоследствии Lex Varia de Maiestate стал для его автора орудием расправы над политическими врагами). 
Следующее упоминание о Метелле Целере в сохранившихся источниках относится к последнему году Союзнической войны: тогда он в неизвестном качестве обвинил перед народным судом (iudicium populi) некоего Гнея Сергия Сила в неподобающем обращении последнего с римской матроной. Автор классического справочника по римским магистратам Р. Броутон предположил, что Квинт Цецилий в это время мог занимать эдилитет (являясь, согласно одной из версий, курульным магистратом). В результате Сергий Сил был осуждён и приговорён к выплате денежного штрафа. Некоторые исследователи отождествляют этого Сергия с публиканом на Сицилии времён наместничества Гая Верреса (73—71 годы до н. э.), который, вопреки заключённому контракту, изъял у гиблейских земледельцев «вшестеро больше того, что было посеяно».

## Семья и потомки
Античные авторы сообщают, что супругой Метелла Целера являлась Целия, известная своим безнравственным поведением. Долгое время исследователи предполагали, что его брак с Целией был бездетным, а консулы 60 и 57 годов до н. э. приходились сыновьями Квинту Цецилию Метеллу Непоту, консулу 98 года, и что Целер-младший был усыновлён своим двоюродным дядей. Однако Тимоти Уайзмен в статье, вышедшей в 1971 году, доказал, что всё было как раз наоборот: братья Квинты были родными сыновьями Целера-старшего и Целии, а в семью к дяде ушёл Непот-младший.
Целия после смерти мужа вышла замуж во второй раз — за Квинта Муция Сцеволу «Понтифика». Таким образом, единоутробной сестрой двух родных сыновей Метелла Целера стала Муция Терция, третья жена Гнея Помпея Великого и мать всех трёх его детей: Гнея, Секста и Помпеи, жены Фавста Корнелия Суллы.